# Höör (comune)
Höör è un comune svedese di 15 380 abitanti, situato nella contea di Scania. Il suo capoluogo è la cittadina omonima.

## Località
Nel territorio comunale sono comprese le seguenti aree urbane (tätort):
| # | Località                | Popolazione |
| - | ----------------------- | ----------- |
| 1 | Höör                    | 7 379       |
| 2 | Sätofta                 | 1 160       |
| 3 | Tjörnarp                | 742         |
| 4 | Ormanäs och Stanstorp   | 422         |
| 5 | Ljungstorp och Jägersbo | 384         |
| 6 | Norra Rörum             | 203         |
| 7 | Löberöd (parte)         |             |

## Amministrazione

### Gemellaggi
- Stevns
- Soini
- Città di Castello